# Zuidrijns voetbalkampioenschap 1908/09
In 1908/09 werd het zevende Zuidrijns voetbalkampioenschap gespeeld, dat georganiseerd werd door de West-Duitse voetbalbond. 
Bonner FV 01 werd kampioen en plaatste zich voor de West-Duitse eindronde. De club versloeg Gießener FC 1900 en verloor in de halve finale van FC 1894 München-Gladbach. 

## A-Klasse
| Plaats | Club                  | Wed.           | W              | G              | V              | Saldo          | Ptn.           |
| ------ | --------------------- | -------------- | -------------- | -------------- | -------------- | -------------- | -------------- |
| 1.     | Bonner FV 01          | 10             | 7              | 1              | 2              | 24:12          | 15:5           |
| 2.     | Cölner BC 01          | 10             | 6              | 2              | 2              | 41:19          | 14:6           |
| 3.     | FC Alemannia Aachen   | 10             | 6              | 0              | 4              | 31:15          | 12:8           |
| 4.     | FC Rhenania 1900 Cöln | 10             | 3              | 2              | 5              | 15:27          | 8:12           |
| 5.     | Cölner SpV 1902       | 10             | 3              | 1              | 6              | 14:37          | 7:13           |
| 6.     | FC Germania Düren     | 10             | 2              | 0              | 8              | 15:30          | 4:16           |
| 7.     | Cölner FC 1899        | Teruggetrokken | Teruggetrokken | Teruggetrokken | Teruggetrokken | Teruggetrokken | Teruggetrokken |

|  | Kampioen, geplaatst voor Zehnerliga 1909/10 |
|  | Geplaatst voor Zehnerliga 1909/10           |

## B-Klasse

### Groep Oost
| Plaats | Club                   | Wed.           | W              | G              | V              | Saldo          | Ptn.           |
| ------ | ---------------------- | -------------- | -------------- | -------------- | -------------- | -------------- | -------------- |
| 1.     | FC Germania Kalk       | 10             |                |                |                | 36:12:00       | 17:03          |
| 2.     | FC Kalk 1905           | 10             |                |                |                | 24:10:00       | 17:03          |
| 3.     | SpV Humboldtkolonie    | 10             |                |                |                | 10:14          | 10:10          |
| 4.     | FC Adler 1906 Siegburg | 10             |                |                |                | 09:15          | 06:14          |
| 5.     | FC Borussia Kalk       | 10             |                |                |                | 06:35          | 06:14          |
| 6.     | FC Nippes 1904         | 10             |                |                |                | 11:10          | 04:16          |
| 7.     | FC Germania 01 Bonn    | Teruggetrokken | Teruggetrokken | Teruggetrokken | Teruggetrokken | Teruggetrokken | Teruggetrokken |

|  | Geplaatst voor de finale en promotie |
|  | Play-off voor de finale en promotie  |
|  | Promotie                             |

|  |                  |       |              |  |
|  | FC Germania Kalk | 1 – 0 | FC Kalk 1905 |  |
|  |                  |       |              |  |

### Groep West
| Plaats | Club                  | Wed.           | W              | G              | V              | Saldo          | Ptn.           |
| ------ | --------------------- | -------------- | -------------- | -------------- | -------------- | -------------- | -------------- |
| 1.     | FC Viktoria 04 Aachen | 6              |                |                |                | 21:09          | 09:03          |
| 2.     | Dürener FC 1903       | 6              |                |                |                | 15:11          | 08:04          |
| 3.     | VfJ 1896 Düren        | 6              |                |                |                | 10:21          | 04:08          |
| 4.     | FC Porcetia Aachen    | 6              |                |                |                | 14:19          | 03:09          |
| 5.     | FC Borussia 1899 Cöln | Teruggetrokken | Teruggetrokken | Teruggetrokken | Teruggetrokken | Teruggetrokken | Teruggetrokken |
| 6.     | FC Lindenthal 1903    | Teruggetrokken | Teruggetrokken | Teruggetrokken | Teruggetrokken | Teruggetrokken | Teruggetrokken |
| 7.     | Cölner FV 02          | Teruggetrokken | Teruggetrokken | Teruggetrokken | Teruggetrokken | Teruggetrokken | Teruggetrokken |

### Finale
|  |                       |       |                  |  |
|  | FC Viktoria 04 Aachen | 2 – 4 | FC Germania Kalk |  |
|  |                       |       |                  |  |